# Liou Chua-čching
Liou Chua-čching (čínsky pchin-jinem Liú Huáqīng, znaky tradiční 劉華清; 1. října 1916 – 14. ledna 2011) byl čínský komunistický voják a politik, účastník čínské občanské války, Dlouhého pochodu a čínsko-japonské války. Po vzniku Čínské lidové republiky sloužil ve vojenském námořnictvu, v 60. a 70. letech se věnoval především organizaci a vedení výzkumu a vývoje výzbroje a stavby lodí pro námořnictvo. Poté působil jako zástupce náčelníka generálního štábu (1980–1982), velitel námořnictva (1982–1987), člen ústřední vojenské komise KS Číny a zástupce jejího generálního sekretáře (1987–1989), místopředseda ústřední vojenské komise (1989–1997) a člen stálého výboru politbyra ÚV KS Číny (1992–1997). Významně přispěl k rozvoji a modernizaci čínského námořnictva.

## Život
Liou Chua-čching se narodil 1. října 1916 v okresu Chuang-an (dnes v okrese Da-wu) na severovýchodě provincie Chu-pej v chudé rolnické rodině. Roku 1929 vstoupil do Komunistického svazu mládeže Číny a koncem roku 1930 do čínské Rudé armády. V sovětské oblasti E-jü-wan pomezí provincií An-chuej, Che-nan a severovýchodu Chu-peje sloužil v 25. sboru pod velením Sü Chaj-tunga v různých administrativních a štábních funkcích, ve svazu mládeže a v politickém oddělení. Zúčastnil se Dlouhého pochodu. Roku 1935 vstoupil do Komunistické strany Číny.
Po příchodu Sü Chaj-tungova sboru do centrální a severní Šen-si se Liou Chua-čching stal náčelníkem oddělení nepřátelské práce politického oddělení 15. sboru (reorganizovaný 25. sbor po sloučení s dalšími oddíly) a náčelníkem oddělení propagandy politického oddělení 78. divize. Od listopadu 1936 postupně sloužil ve štábu 31. sboru, vykonával funkci zástupce náčelníka operačního oddělení, náčelníka brigády a politického komisaře 31. sboru.
Po roce 1937 sloužil ve 129. divizi 8. pochodové armády, od července 1938 jako vedoucí sekce propagandy a vzdělávání politického oddělení divize. V zimě 1938 byl přijat do stranické školy severního byra ústředního výboru Komunistické strany Číny. Na jaře 1939 se stal tajemníkem pobočky stranické školy severního byra. V září téhož roku byl přeložen na místo vedoucího politického oddělení zásobovacího oddělení týlu 129. divize. V roce 1940 se podílel na logistické podpoře bitvy sta pluků. Poté působil v politickém aparátu 129. divize a jejích útvarů a nástupnických celků (divize byla v polovině 40. let rozšířena na Ťin-Ťi-Luskou polní armádu (tedy Šansijsko-Chupejsko-Šantungskou), koncem léta 1947 reorganizovanou v Polní armádu centrální nížiny a začátkem roku 1949 na 2. polní armádu). Do roku 1949 vystoupal na vedoucího politického oddělení 11. sboru 3. armády v 2. polní armádě.
Po roce 1949 působil ve vojenském školství. V roce 1951 se stal zástupcem politického komisaře 10. armády, následující rok zastupoval politického komisaře První námořní školy. V červnu 1954 námořnictvo Lidově osvobozenecké armády vybralo 10 zkušených důstojníků, včetně Liou Chua-čchinga, ke studiu v Sovětském svazu. V Sovětském svazu strávil čtyři roky, roku 1955 při zavedení vojenských hodností v čínské armádě dostal hodnost kontradmirála, po návratu roku 1958 byl jmenován náčelníkem štábu základny námořnictva v Lü-šun-kchou, poté zástupcem velitele Severomořského loďstva a velitelem základny v Lü-šun-kchou. 
Roku 1961 se stal ředitelem Sedmého výzkumného ústavu ministerstva národní obrany. Po reorganizaci výzkumných ústavů ministerstva začátkem roku 1965 odešel z armády a stal se náměstkem ministra šestého ministerstva strojírenství Čínské lidové republiky, členem stranické skupiny a ředitelem Sedmého výzkumného ústavu. V srpnu 1966 se stal místopředsedou Státní obranné vědeckotechnické komise, přičemž odpovídal za vývoj námořní výzbroje. Po květnu 1967 podle Nie Žung-čenových pokynů Liou Chua-čching oddělení převzalo i výzkum a vývoj armádních a leteckých zbraní. V lednu 1969 byl převelen k námořnictvu, „aby pomohl práci námořnictva“. Od roku 1970 řídil vedoucí skupinu lodního průmyslu a vědeckého výzkumu. Od prosince 1970 do roku 1975 sloužil jako zástupce náčelníka štábu námořnictva, na starosti měl stavbu lodí a výzkum a vývoj. Roku 1975 byl přeložen do Čínské akademie věd. V prosinci 1977 převzal funkci místopředsedy Státní komise pro obrannou vědu a techniku.
V únoru 1979 se stal zástupcem náčelníka generálního štábu Čínské lidové osvobozenecké armády. V roce 1982, když velitel námořnictva Jie Fej odešel ze zdravotních důvodů do důchodu, Teng Siao-pching osobně rozhodl o převedení Liou Chua-čching na místo velitele námořnictva, úřad převzal v srpnu 1982. Na XII. sjezdu KS Číny v září 1982 byl zvolen členem ústředního výboru. Při reorganizaci vedení KS Číny v září 1985 rezignoval na členství v ústředním výboru, náhradou byl zvolen členem ústřední poradní komise. Na XIII. sjezdu KS Číny v listopadu 1987 byl znovuzvolen do ústřední poradní komise a nově i členem ústřední vojenské komise KS Číny a zástupcem jejího generálního sekretáře. Při znovuzavedení vojenských hodností roku 1988 obdržel hodnost generálplukovníka. Roku 1989 velel vojskům zasahujícím v Pekingu. V rámci následné reorganizace vedení strany byl v listopadu toho roku zvolen místopředsedou ústřední vojenské komise. Na XIV. sjezdu KS Číny v říjnu 1992 byla zrušena ústřední poradní komise, na sjezdu byl zvolen členem ústředního výboru a ústřední vojenské komise a následně i členem politbyra a jeho stálého výboru a místopředsedou ústřední vojenské komise. Ve stálém výboru politbyra působil jako vojenský odborník zajišťující řízení ozbrojených sil, mimo vojenství vždy loajální k Teng Siao-pchingovi, jinak však politicky neutrální. Vzhledem ke svému věku již nebyl příliš aktivní. Řídil čistku ozbrojených sil od lidí spojených s bratry Jangy (Jang Šang-kchun a Jang Paj-ping), která koncem roku 1992 postihla na 190 důstojníků, a v zimě 1993/1994 cca tisíc dalších. Ve funkcích zůstal jedno volební období, do XV. sjezdu KS Číny v září 1997, na němž odešel z vedení strany. Liu Chua-čching byl poslední profesionální voják ve stálém výboru politbyra, po roce 1997 se stálý výbor skládal výhradně z civilistů a z jeho členů se pouze generální tajemník ÚV strany, z titulu funkce předsedy ústřední vojenské komise, zabýval vojenstvím.
Paralelně s působením ve vojenské komisi komunistické strany byl Liu Chua-čching členem a místopředsedou i ústřední vojenské komise Čínské lidové republiky (člen od dubna 1988, místopředseda od března 1990 do března 1998). V letech 1988 a 1993 byl zvolen poslancem Všečínského shromáždění lidových zástupců. Po rezignaci na stranické funkce na sjezdu v září 1997 a na státní funkce na jaře 1998 odešel na penzi.
Jako velitel námořnictva a místopředseda ústřední vojenské komise se zasazoval o rozvoj letadlových lodí pro čínské námořnictvo a o vytvoření silného oceánského námořnictva. Během svého působení ve funkci velitele námořnictva předložil námořní strategii „obrany na moři“. Podle ní se poprvé operační působnost čínského námořnictva začala rozšiřovat z pobřeží na moře, čímž se rozsah námořní obrany rozšířil z původních 200 námořních mil na severovýchodní Tichý oceán, Nan-ša a další oblasti mimo první ostrovní řetězec. Dlouhodobým cílem jeho námořní strategie bylo do poloviny 21. století vybudovat silné čínské námořnictvo rovnajícího se mocí námořnictvu Spojených států. Za svůj přínos pro modernizaci a rozvoj námořnictva se mu dostalo čestného označení „otec moderního čínského námořnictva“.
Zemřel v Pekingu 14. ledna 2011.